# Lander Aperribay

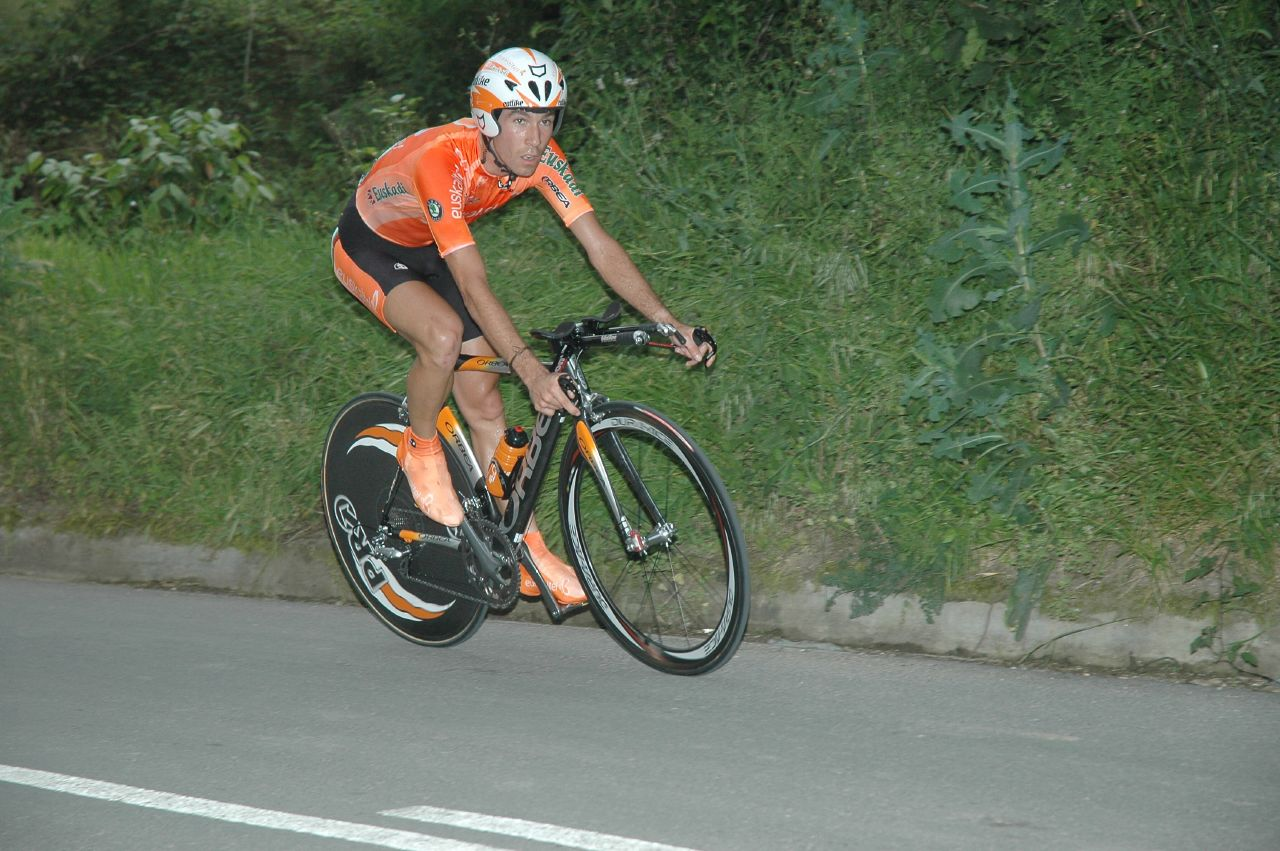
Lander Aperribay bei der Euskal Bizikleta 2007

Lander Aperribay Aranda (* 15. Juni 1982 in Donostia, San Sebastian, Gipuzkoa) ist ein ehemaliger spanischer Radrennfahrer.
In der Saison 2007 wurde er Teil des spanischen UCI ProTeam Euskaltel-Euskadi, wo er im Folgejahr seine Karriere beendete. Er konnte in dieser Zeit keine internationalen Rennen gewinnen. Er bestritt den Giro d’Italia 2008, konnte das Rennen aber nicht beenden.

## Erfolge
2004
- eine Etappe Vuelta al Goierri